# День державності Чехії
День державності Чехії — чеське національне свято, що припадає на 28 вересня. Ця дата також є святом св. Вацлава, князя Пршемисловського, покровителя Богемії та Моравії та одного із традиційних символів чеської держави. Свято припадає на день його вбивства приблизно 935 року за участю брата Болеслава. Іноді ця дата вшановує також 995 рік, коли за Болеслава II була завойована Лібіца, а більшість славніковців було вбито. Ця подія призвела до консолідації ранньої чеської держави.

## Історія свята
Свято св. Вацлава було пам'ятним днем до 31 грудня 1951 року. У 1929 році досягнуло кульмінації. Цього дня відбулося відзначення тисячоліття св. Вацлава за участю президента Т. Г. Масарика, який був головним доповідачем. Томаш Гарріг Масарик напередодні свята 27 вересня 1929 року на Вацлавській площі в Празі передав почесне знамено кавалерійському полку Святого Вацлава.
Почесний щит Протекторату Богемії і Моравії з орлом св. Вацлава, коротко названий «Вацлавський орел», був єдиною нагородою Протекторату Богемії та Моравії, заснованою 4 червня 1944 року, тобто у другу річницю смерті Рейнгарда Гейдріха. Її заснував німецький державний міністр у справах Богемії та Моравії Карл Герман Франк.

### Державне свято
Після Оксамитової революції виникла ініціатива щодо включення свята св. Вацлава в перелік державних свят Чехії. Першою політичною структурою, яка запропонувала це на початку 1990-х років, була Чеська корона (монархічна партія Богемії, Моравії та Сілезії).
Оголосити цей день національним святом було запропоновано на підставі резолюції Комітету з питань науки, освіти, культури, молоді та спорту Палати депутатів Парламенту Чеської Республіки від 24 березня 2000 року. Комітет обрав для національного свята назву «День чеської державності — Святого Вацлава». Але під час другого читання законопроекту депутати ухвалили назвати свято «Днем чеської державності».

## Церковні торжества

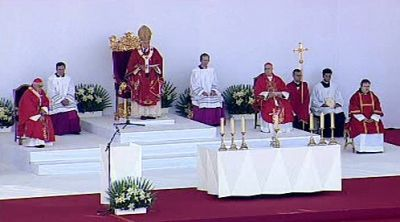
Папа Бенедикт XVI під час національного паломництва святого Вацлава у 2009 році

Великою подією в день національного свята є регулярне національне паломництво св. Вацлава в Старий Болеслав . Його кульмінацією є богослужіння, яке відправляють чеські єпископи на місцевій Маріанській площі (до 1990 року вона називалася Вацлавською площею). Під час Вацлавського паломництва в 2009 році месу служив Папа Бенедикт XVI.
Паломницькі свята, присвячені святому Вацлаву, який є одним із найпоширеніших патронів церковних будівель у Чехії, також проводяться в багатьох інших церквах країни.